# Francesco Pusterla
Francesco Pusterla, detto anche Francescolo o Franciscolo (Milano, primi del XIV secolo – Milano, novembre 1341), è stato un nobile italiano.

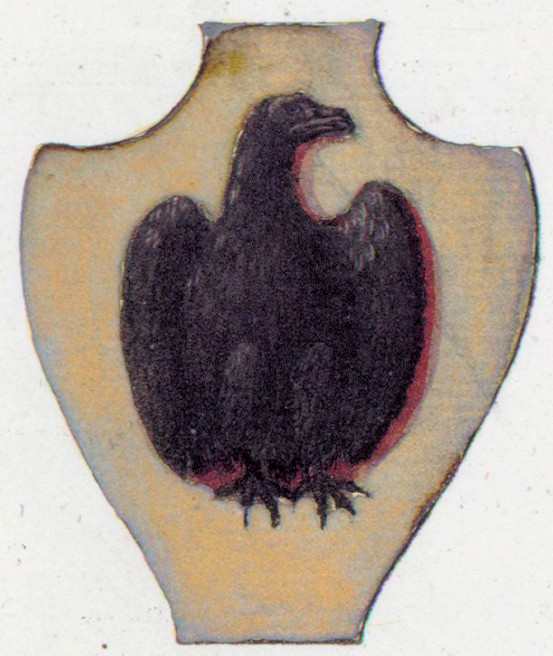
Stemma Pusterla.

Cittadino della signoria di Milano e stimato consigliere di Azzone Visconti, partecipò ad una congiura contro Luchino, venendo esiliato dal Ducato e poi condannato a morte.

## Biografia
Figlio di Macario Pusterla e di Fina Litta, viene menzionato per la prima volta nel 1331, come ambasciatore ad Avignone per Azzone. Il giorno di Pasqua del 1338 viene nominato cavaliere e poco dopo partecipa ad un torneo cavalleresco a Mantova in onore del matrimonio di Luigi I Gonzaga, signore della città. Cadde in disgrazia nel 1340 quando partecipò ad una congiura contro Luchino Visconti, ritenuto un tiranno e che provò a marginalizzare i consiglieri legati ad Azzone: tale congiura era molto estesa e vide partecipare anche Galeazzo II e Bernabò Visconti, oltre ad altri importanti esponenti della corte milanese.
Scappato assieme ai figli ad Avignone, si spostò a Pisa quando vi fu la riconciliazione tra Papato e Milano, ma quando Pisa ebbe bisogno del sostegno visconteo contro Firenze li consegnò a Milano, che il 17 novembre 1341 li condannò a morte, decapitandoli pochi giorni dopo.
I suoi beni, stimati in 800.000 fiorini d'oro, vennero redistribuiti e la famiglia Pusterla perse d'importanza, specie dopo che Balzarino, consigliere di Bernabò, morì senza figli.

## Discendenza
Francesco era sposato con Margherita Visconti, da cui ebbe tre figli:
- Ambrogio
- Filippo
- Pagano.